# Aloina longirostris
Aloina longirostris är en bladmossart som beskrevs av Valentin Torka 1907. Aloina longirostris ingår i släktet toffelmossor, och familjen Pottiaceae. Inga underarter finns listade i Catalogue of Life.